# Convento de Nossa Senhora da Conceição

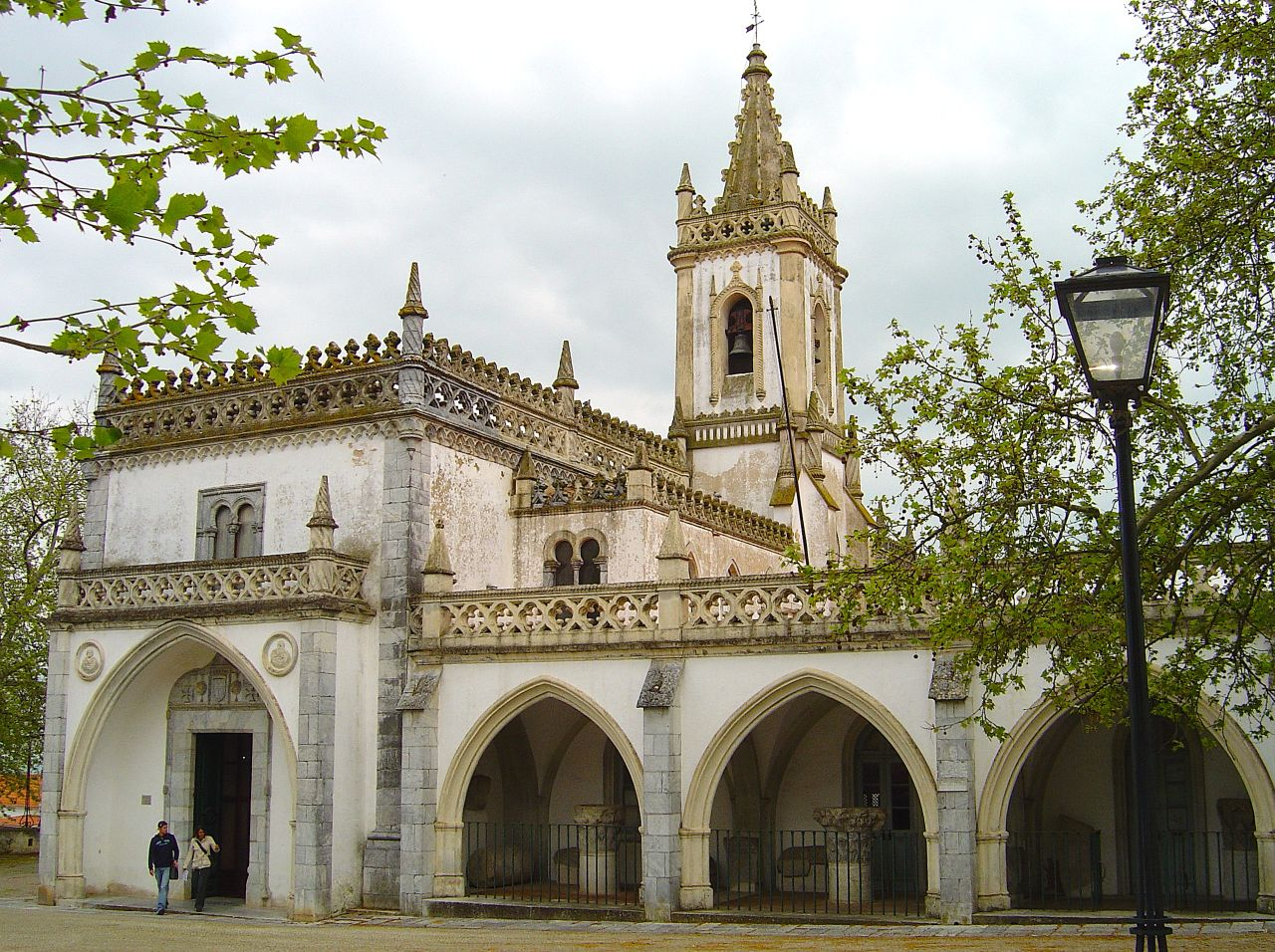
Kirche Nossa Senhora da Conceição

Der Convento de Nossa Senhora da Conceição in der südportugiesischen Stadt Beja im Alentejo war ein Kloster des Klarissenordens; er dient heute als Regionalmuseum (Museu Regional de Beja).

## Lage
Kirche und Kloster befinden sich im Stadtteil Santa Maria da Feira etwa 200 m südlich des Altstadtzentrums von Beja in einer Höhe von ca. 280 m.

## Geschichte
Der Konvent wurde im Jahr 1453 von Dom Fernando, dem ersten Herzog von Beja, und seiner Frau Dona Brites gestiftet. Die Klostergebäude wurden in den folgenden Jahrhunderten wiederholt erweitert. Im Jahr 1834 erfolgte die Auflösung des Klosters im Rahmen der Reforma geral eclesiástica. Ende des 19. Jahrhunderts war vieles in einem schlechten Zustand, so dass grundlegende Restaurierungsarbeiten unternommen werden mussten.

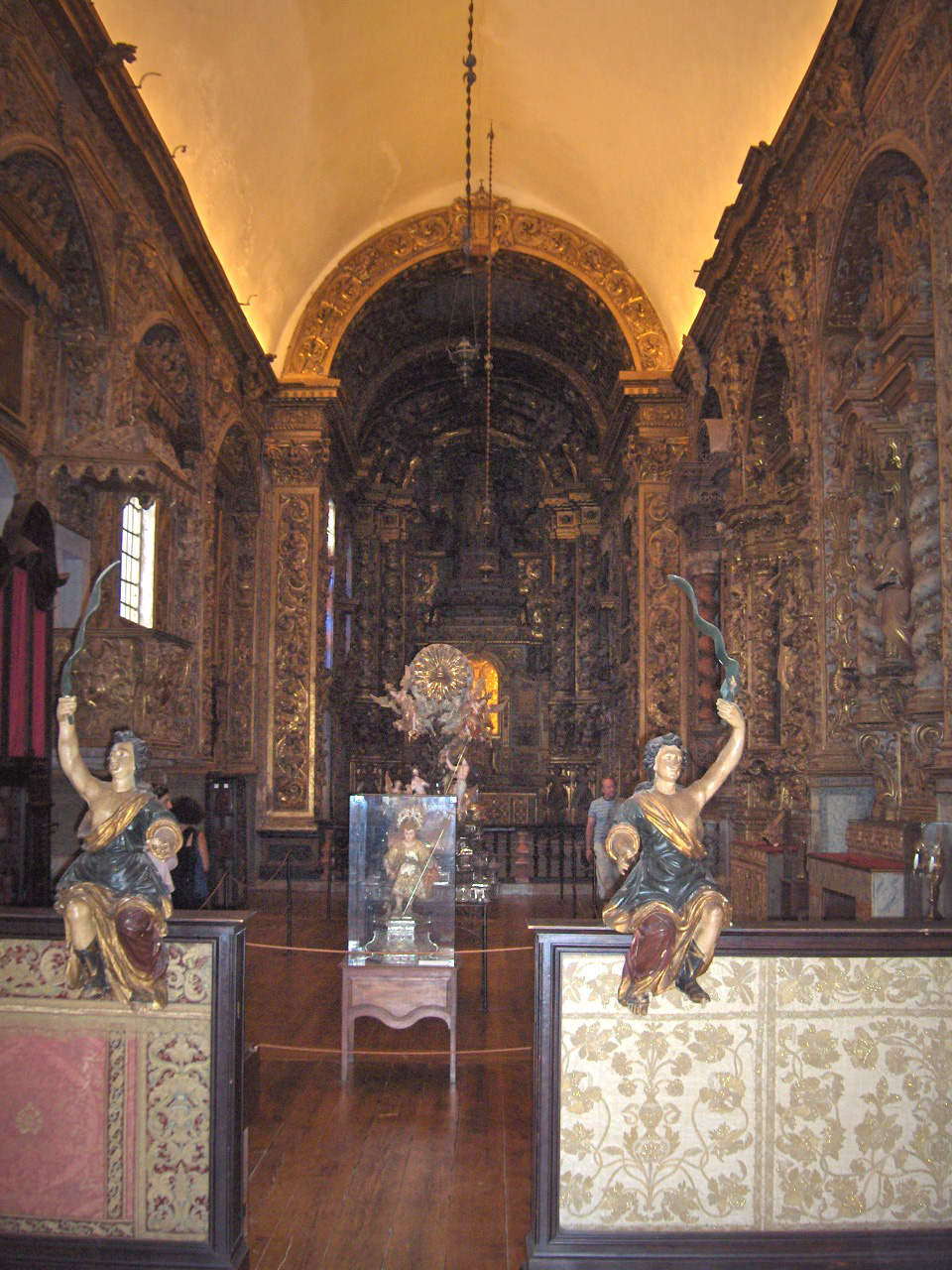
Klosterkirche

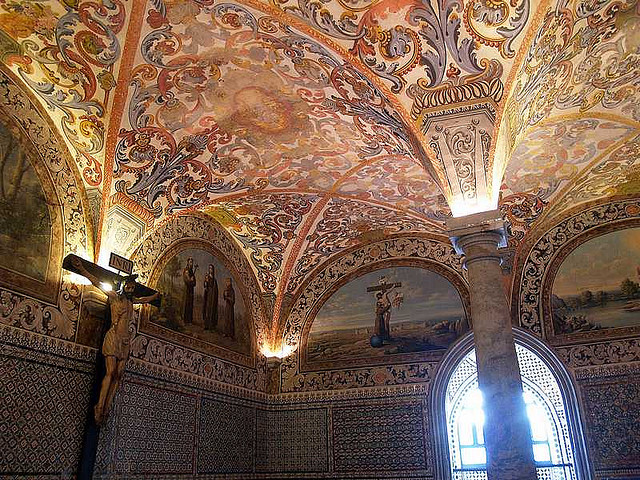
Kapitelsaal

## Architektur
Der Konvent besteht aus einer spätgotischen Kirche mit angrenzenden Klostergebäuden, zu denen auch ein Kreuzgang (claustro) mit Kapitelsaal (Sala do Capítulo) gehört.
Kirche
Die Kirche und ihr Glockenturm (campanário) verfügen über zahlreiche Balustraden. Im einschiffige Innern dominiert eine üppige Barockausstattung mit Seitenaltären und einer Predigtkanzel. Besonders einfallsreich sind zwei sitzende Engel mit Flammenschwertern, die als himmlische Wächter zu verstehen sind. Auch der leicht eingezogene Chorbereich ist überaus reich geschmückt.
Kreuzgang
Der nur eingeschossige Kreuzgang war ursprünglich eher schmucklos gehalten. Er gewann erst im 17. Jahrhundert an Glanz durch zahlreiche geometrische Azulejo-Mosaike. 
Kapitelsaal
Die Wände des von einer mittigen Säule gestützten Kapitelsaales sind von farbigen Azulejos bedeckt; die Gewölbe sind dagegen mit vegetabilischen Malereien geschmückt. In den Gewölbelünetten finden sich Malereien mit biblischen Themen.

## Museum
Das Regionalmuseum (Museu Rainha D. Leonor) präsentiert Ausstellungsstücke von der Steinzeit über die römische Antike bis ins 19. Jahrhundert. 